# Bellardia vulgaris
Bellardia vulgaris är en tvåvingeart som först beskrevs av Jean-Baptiste Robineau-Desvoidy 1830.
Bellardia vulgaris ingår i släktet Bellardia och familjen spyflugor. Arten är reproducerande i Sverige.